# لئونارد لویزون
لئونارد لویزون زادهٔ ۱۹۵۳ در ایالات متحده آمریکا - درگذشتهٔ ۶ اوت ۲۰۱۸ اسلام‌شناس، مولوی‌شناس و پژوهشگر ادبیات فارسی بود. او عضو بنیاد میراث ایران در بخش ادبیات کلاسیک فارسی و تصوف در دپارتمان مطالعات اسلامی و عربی دانشگاه اکستر انگلستان و سردبیر مجلهٔ مولانا ریویو بود.

## آشنایی با مولوی
لویزون در سن شانزده سالگی با اشعار مولوی آشنا شد. نخستین شعر مولانا که و او را شیفته کرد "هر نفس آواز عشق می رسد از چپ و راست، ما به فلک می رویم عزم تماشا که راست" بود. این باعث شد تا او و همسرش «جین لویسون»، زبان فارسی را بیاموزند تا بتوانند اشعار مولوی را به فارسی بخوانند. جین لویسون در گفتگو با پلاک ۵۲ درباره آشنایی او و همسرش با زبان فارسی چنین می گوید : من و همسریم لئونارد، دانشجوی هنر بودیم و به شعر و عرفان علاقه خاصی داشتیم در مورد همه و ادیان مطالعه می کردیم. ولی وقتی به مولانا رسیدیم شیفته آن شدیم و تصمیم گرفتیم که به ایران سفر کنیم و فارسی یاد بگیریم و مولانا را به زبان خودش بخوانیم تا آن را کامل درک کنیم. برای همین در دهه ۷۰ به ایران سفر کردیم و هر چند که در آمریکا از دانشگاه فارغ التحصیل شده بودیم، اما برای اینکه بتوانیم در ایران بمانیم و فارسی یاد بگیریم در دانشگاه پهلوی شیراز در رشته زبان و ادبیات فارسی ثبت نام کردیم.

## تحصیل
او در سال ۱۹۵۳ در آمریکا متولد شد و در بیست سالگی به عنوان آموزگار زبان انگلیسی به ایران سفر کرد. او به دلیل علاقه به ادب و فرهنگ ایرانی اسلامی، در دانشگاه شیراز زبان و ادبیات فارسی، دین و تاریخ اسلام و جامعه‌شناسی آموخت و در نهایت موفق به دریافت مدرک کارشناسی روابط بین‌الملل شد.
پس از انقلاب ۱۳۵۷ ایران و بالاگرفتن فضای ضد آمریکایی در کشور، این زوج ایران را ترک کردند و در نزدیکی لندن ساکن شدند. در آن هنگام آموزش و پژوهش زبان فارسی، شعر و فرهنگ ایرانی با جدیت ادامه دادند. در ادامه، علاقه به ایران‌شناسی او در دانشکده مطالعات شرقی و آفریقایی دانشگاه لندن به تحصیل ادبیات فارسی همت گماشت. سپس در سال ۱۹۸۸ (میلادی) درجه دکترا خود را در رشته ادبیات فارسی دریافت کرد. موضوع دکترای او، "تصحیح انتقادی دیوان شاعر و عارف سده ۱۲ (میلادی)، شمس تبریزی" بود. این اثر در سال ۱۹۹۳ (میلادی) به همت و همکاری دانشگاه تهران و مؤسسه مطالعات اسلامی دانشگاه مک‌گیل کانادا منتشر شد.

## نوشته‌ها و پژوهش‌ها
وی ویراستاری کتاب سه‌جلدی Hertiage of Sufism که حاصل سلسله مقاله ارائه شده در سه کنفرانس بین‌المللی پیرامون عرفان و تصوف است را بر عهده داشت. این کتاب با نام میراث تصوف در دو جلد توسط مجدالدین کیوانی به فارسی ترجمه و توسط نشر مرکز در سال ۱۳۷۹ (خورشیدی) منتشر شد.
لئونارد لویزن همچنین برنده پانزدهمین دوره جایزه جهانی کتاب سال جمهوری اسلامی ایران در بخش مطالعات ایرانی برای کتاب «عطار و سنت (آداب) تصوف ایرانی» است.

## مرگ
او در ۶ اوت ۲۰۱۸، پیش از ایراد سخنرانی برنامه‌ریزی‌شده در کنگره ایران‌شناسی دانشگاه کالیفرنیا، ارواین درگذشت.